# Fontaine Millénaire
Les fontaines Millénaire ou fontaines du Millénaire, également appelées fontaines de l'an 2000 ou fontaine RADI, sont cinq fontaines d'eau potable installées à Paris et dans la commune limitrophe d'Issy-les-Moulineaux, en France. La création de ce mobilier urbain fait suite à un concours organisé pour le passage à l'an 2000 par la Société anonyme de gestion des eaux de Paris (SAGEP, devenue Eau de Paris) pour la conception d'un nouveau type de fontaine « à boire ».

## Histoire
La Société anonyme de gestion des eaux de Paris (SAGEP) est autorisée le 31 mars 1999 par la Mairie de Paris à ouvrir un concours pour la conception d'un nouveau type de fontaine « à boire », succédant aux fontaines Wallace datant de la fin du XIXe siècle. Sur les 28 candidats, 3 sont retenus : 
- Françoise Persouyre[3] ;
- Radi Designers ;
- Jean-Michel Wilmotte.

Le projet finalement choisi par le jury le 3 février 2000 est celui de la société Radi Designers. Il est présenté à la Commission du mobilier urbain le 7 mars 2000.
Les fontaines sont fondues par GHM à Sommevoire.

## Description

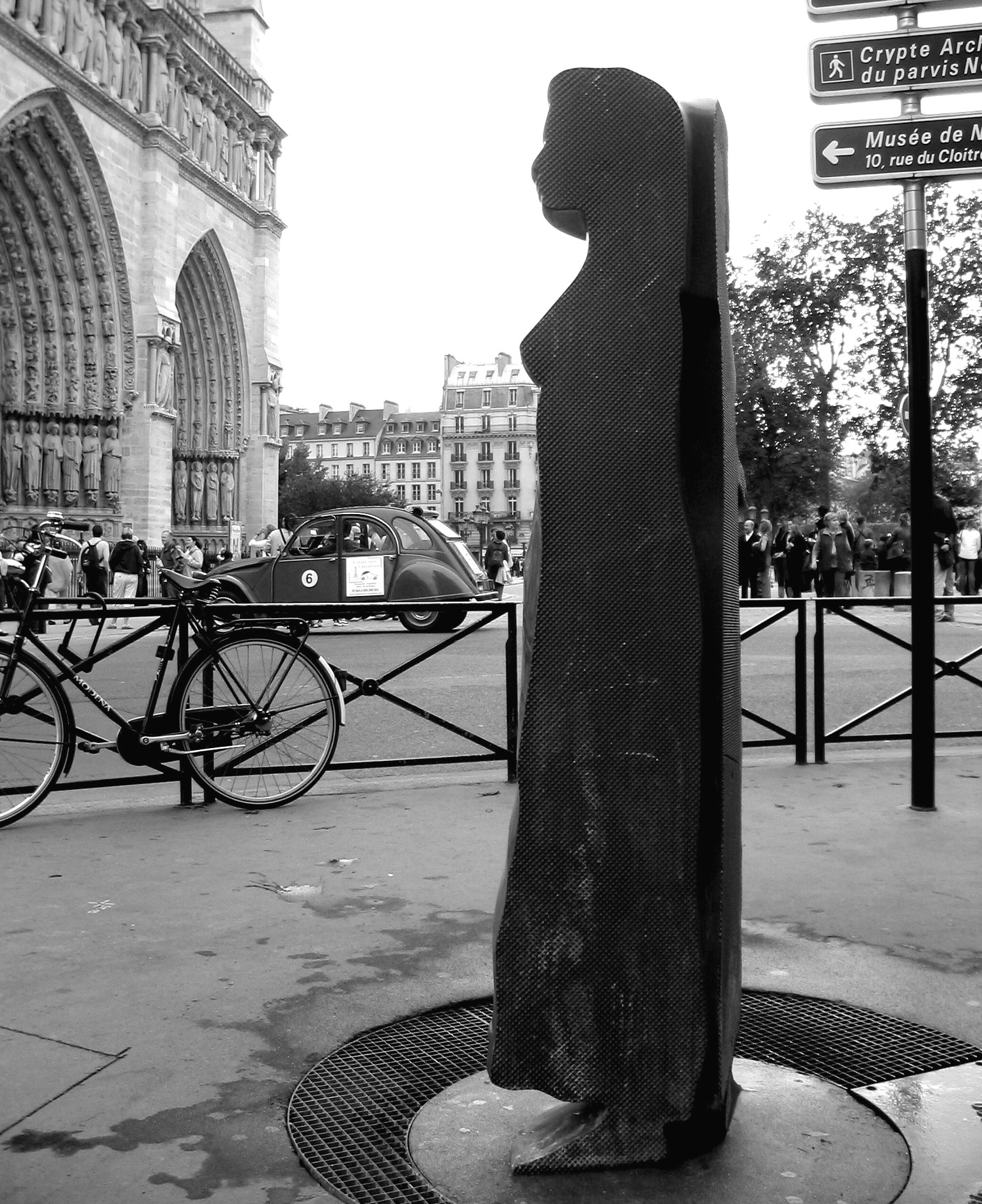
Un des profils féminins, sur la fontaine du parvis de la cathédrale Notre-Dame, visible en arrière-plan.

Réalisées en fonte d'acier, les fontaines sont recouvertes d'une peinture polyuréthane gris foncé avec des pigments iridescents verts.
Elles mesurent 1,68 mètre de hauteur pour un diamètre de 80 centimètres. Elles consistent en un solide de révolution, obtenu en appliquant une rotation d'un quart de tour à une silhouette de femme vue de profil, selon un axe vertical longeant son dos.
Au cours de la rotation, cette silhouette se transforme pour lever son avant-bras au niveau de sa taille, à environ 1 mètre de hauteur ; l'eau potable est distribuée par sa paume ainsi tendue. Un petit jet permanent jaillit vers le haut et retombe selon une trajectoire parabolique, permettant au passant de s'y abreuver sans l'usage des mains, d'une manière hygiénique.

Sur certains modèles, une pompe peut être actionnée avec le pied pour augmenter le débit. L'eau se répand au sol où elle est évacuée vers les égouts par une grille de 130 centimètres de diamètre.

## Analyse
Selon l'angle où on les regarde, les fontaines présentent un style figuratif (avec les deux silhouettes féminines dos à dos à angle droit) ou abstrait (avec l'« extrusion giratoire » qui relie ces silhouettes).
Le recours à une figure humaine qui, dans un « mouvement figé », fait le geste de tendre la main pour distribuer l'eau, insiste sur l'idée d'offrande, permettant « un accès universel et gratuit à cette ressource essentielle ».
La représentation féminine, allusion aux cariatides des fontaines Wallace,, ou à Vénus,,, vaut aux fontaines leur surnom de porteuses d'eau,,. 
Les concepteurs du projet en parlent en ces termes :

« Par sa forme, la fontaine mêle figuration et abstraction. Figuration dans la tradition des cariatides participant à l'ornement et trouvant prétexte dans un jeu de fonctionnement et d'imbrication dans l'architecture. Abstraction parce que le geste est générateur du corps de la fontaine, d'un geste et d'une transformation géométrique. Le tout est à resituer dans le paysage urbain, lieu où se côtoient humains et véhicules où alternent mouvements et pauses. »

Le jury qui a sélectionné le projet le décrit en ces termes :

« Le projet de Radi Designers plaît par sa modernité : entre abstrait et figuratif. Il est très contemporain. Lorsque l'on tourne autour du projet, le geste change... L'image représente le geste d'offrande de l'eau. »

## Liste des fontaines
Trois fontaines sont dans un premier temps installées dans Paris à l'automne 2000, lors des fêtes de la Seine, pour un budget d'environ 230 000 €. Plus tard, la place de la Garenne est choisie pour accueillir une quatrième fontaine. Enfin, une cinquième fontaine est installée à Issy-les-Moulineaux ; baptisée « fontaine Effigie », elle est de couleur blanche, contrairement aux quatre exemplaires parisiens.
| Photo | Emplacement                                                                       | Arrondissement de Paris ou commune | Année | Coordonnées géographiques   |
| ----- | --------------------------------------------------------------------------------- | ---------------------------------- | ----- | --------------------------- |
|       | Parvis Notre-Dame - place Jean-Paul-II, au croisement avec la rue d'Arcole        | 4e arrondissement                  | 2000  | 48° 51′ 13″ N, 2° 20′ 57″ E |
|       | Place Saint-Michel                                                                | 6e arrondissement                  | 2000  | 48° 51′ 13″ N, 2° 20′ 38″ E |
|       | 63 quai François-Mauriac, au coin Nord-Est de la bibliothèque François-Mitterrand | 13e arrondissement                 | 2000  | 48° 50′ 08″ N, 2° 22′ 32″ E |
|       | Place de la Garenne                                                               | 14e arrondissement                 |       | 48° 50′ 01″ N, 2° 19′ 13″ E |
|       | À l'angle des rues Jules-Ferry et Michel-Jazy                                     | Issy-les-Moulineaux                |       | 48° 49′ 37″ N, 2° 15′ 53″ E |